# Seerepubliken

Bugflagge der italienischen Marine mit den Wappen der vier Seerepubliken,
von links oben im Uhrzeigersinn:
Venedig, Genua, Pisa, Amalfi

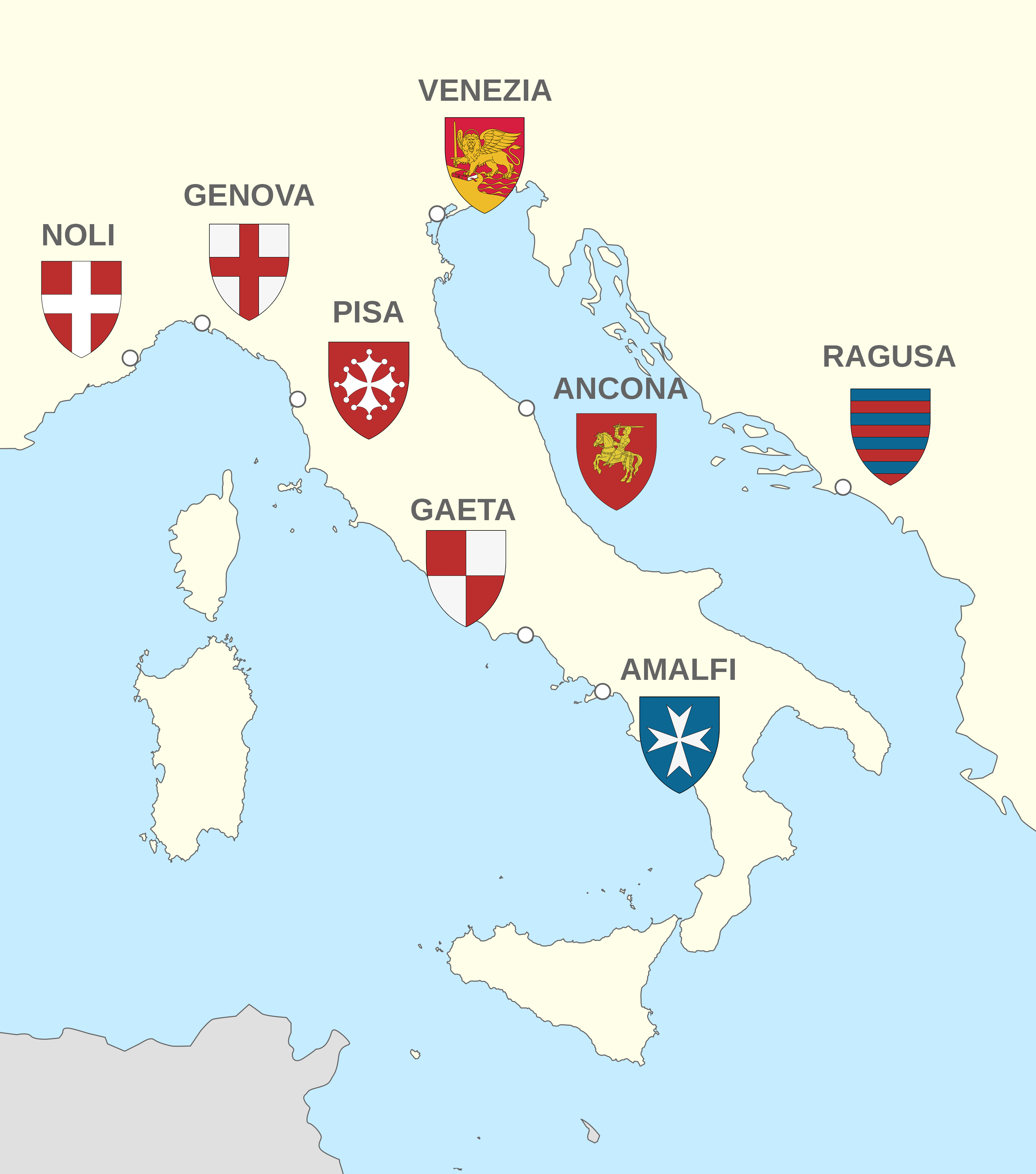
Karte mit den Namen der Gründerstädte der Seerepubliken und ihren Wappen

Italien um 1494. Die Seerepubliken Genua und Venedig hatten sich über die Gründerstadt hinaus zu Territorialstaaten entwickelt, die im italienischen Staatensystem eine mit dem Kirchenstaat, Mailand, Neapel etc. vergleichbare Rolle spielten

Seerepubliken ist der Sammelname für eine Anzahl von Stadtstaaten, die eine Blütezeit im Mittelalter in Italien und Dalmatien erlebten und eine Rolle als Seemacht (Thalassokratie) im Mittelmeerraum spielten. Ihr Wohlstand basierte vor allem auf dem Orienthandel. Ihre Bedeutung sank, als sich vom 15. Jahrhundert an infolge der europäischen Entdeckungsreisen die einträglichsten Handelswege auf andere Kontinente verlagerten. Nicht alle Seerepubliken waren Republiken im Sinne einer nicht-monarchischen Staatsform.

## Beschreibung

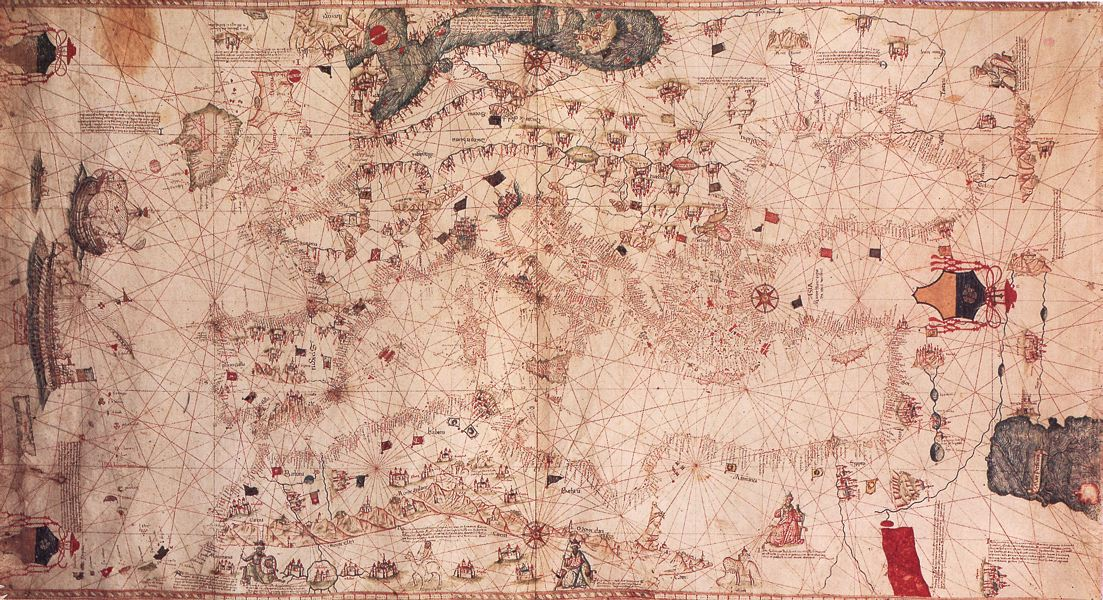
Seekarte von Grazioso Benincasa aus der Kartographischen Schule von Ancona

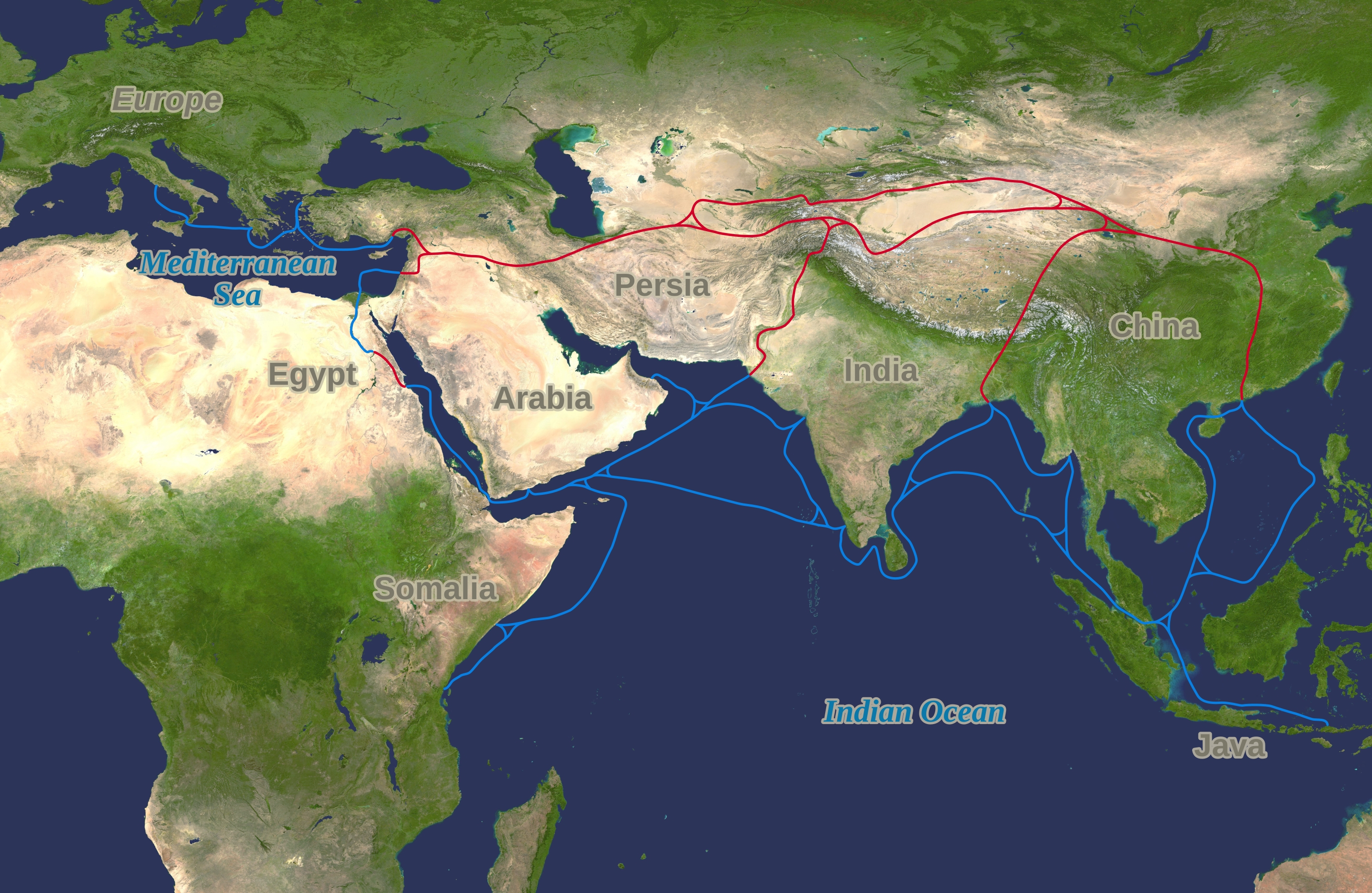
Bedeutende Handelswege in Asien im Mittelalter

Im Allgemeinen versteht man unter den Seerepubliken die Republik Amalfi, die Republik Genua, die Republik Pisa und die Republik Venedig. Die Flaggen dieser vier Seerepubliken erscheinen seit 1946 sowohl in der Flagge der italienischen Kriegsmarine als auch der Handelsmarine.
Weitere Seerepubliken waren Ancona, Gaeta, Noli und in Dalmatien die Republik Ragusa.
Die Seerepubliken waren in der Regel Stadtstaaten, die Territorien um die Gründerstadt herum und in weiteren Küstengegenden des Mittelmeers regierten und unabhängig von den damals in Europa dominierenden Mächten waren. Die meisten gingen aus dem Byzantinischen Reich hervor, mit Ausnahme von Genua und Pisa, die sich aus dem Herrschaftsraum des Heiligen Römischen Reiches lösten. Die meisten der Republiken unterhielten Stützpunkte am Mittelmeer und Schwarzen Meer, vor allem auf Sardinien und Korsika, im Nahen Osten und Nordafrika, während das westliche Mittelmeer meist unter dem Einfluss Spaniens und Nordafrikas stand.
Der Gewürzhandel, insbesondere mit Gewürzen aus Asien, war im Mittelalter ein einträgliches Geschäft, auf dem sich der Reichtum arabischer Staaten und der italienischen Seerepubliken gründete. Gewürze waren ein wertvolles Luxusgut, das nicht allein bei der Bereitung von Speisen, sondern auch als Grundlage von Arzneimitteln verwendet wurde.
Über die Seerepubliken gelangten nicht nur seltene Waren nach Europa, sondern auch Nachrichten und Wissen aus fernen Ländern, darunter auch neue künstlerische Ideen. Zudem waren die Republiken führend in der Innovation der Seefahrtstechnik und der Kartographie. Die meisten Portolankarten aus dem 14. und 15. Jahrhundert stammen aus den kartographischen Schulen Genuas, Venedigs und Anconas.

## Bedeutende Navigatoren und Reisende der Seerepubliken
- Christoph Kolumbus – war ein genuesischer Seefahrer in kastilischem Dienst, der 1492 Amerika entdeckte.
- Leonardo Fibonacci – ein Mathematiker und Reisender von Pisa, war mit den arabisch-indischen Zahlen inklusive der Null vertraut, führte diese 1202 mit seinem Werk Liber abaci ein.
- Sebastiano Caboto – war ein aus Venedig stammender Entdecker und Kartograph. Bekannt ist er heute vor allem für die in seinem Auftrag gedruckte Weltkarte.
- Giovanni Caboto – von Genua, Gaeta oder Chioggia. Er gilt, nach den Wikingern, als erster europäischer Entdecker, der das nordamerikanische Festland erreichte.
- Marco Polo – venezianischer Händler, Reisender und Schriftsteller, ist berühmt für seine Reise nach China.
- Cyriacus von Ancona – war ein Humanist und Reisender, der Vorläufer der modernen klassischen Archäologie und als einer der ersten Epigraphiker.
- Lancelotto Malocello – war ein aus der Republik Genua stammender Entdeckungsreisender; er richtete einen Handelsstützpunkt auf der kanarischen Insel Lanzarote ein.

## Geschichte der Seerepubliken

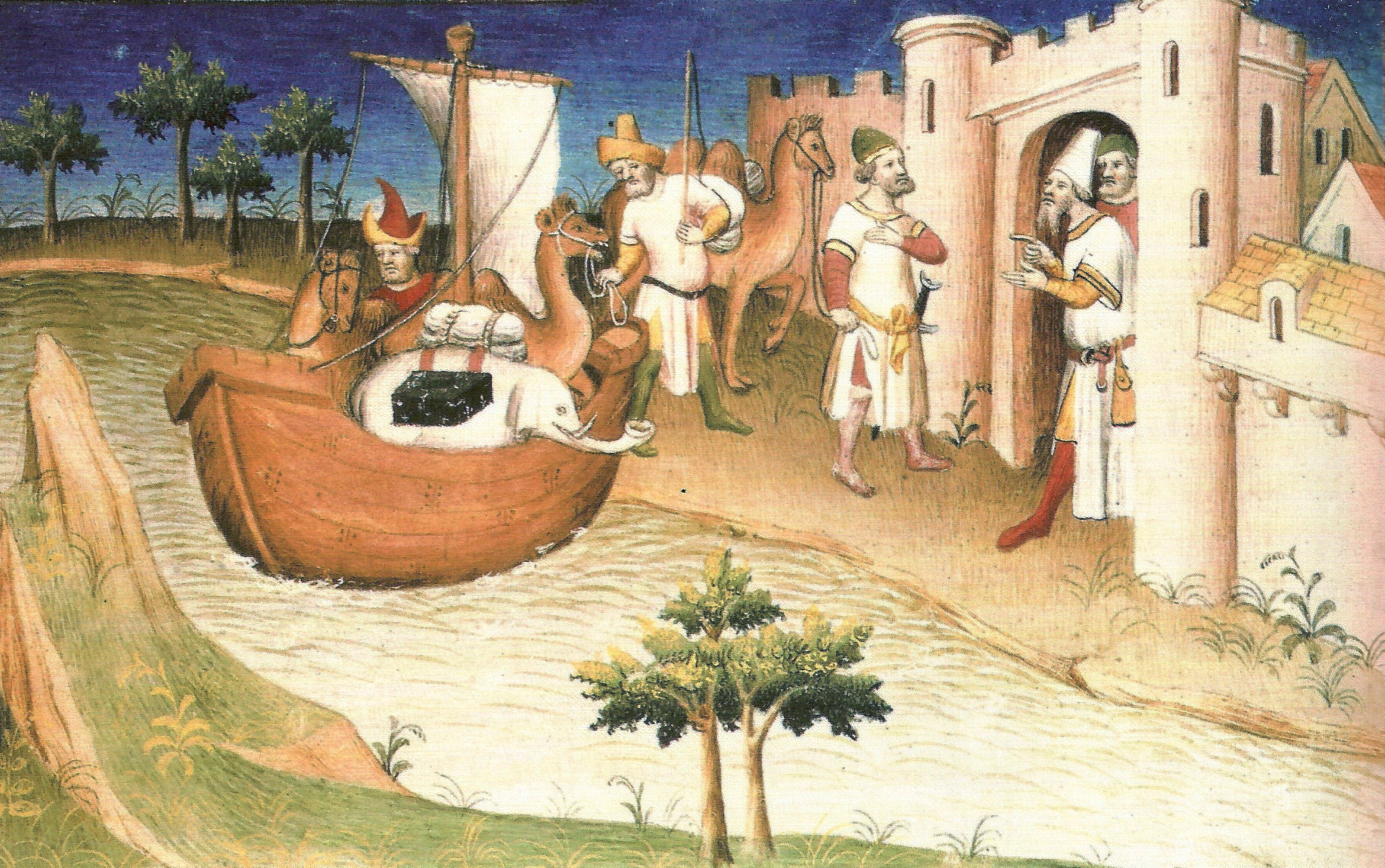
Miniatur aus dem Buch „Il Milione“ von Marco Polo

Vom 10. bis zum 13. Jahrhundert bauten diese Staaten Flotten auf, die einerseits ihrem eigenen Schutz dienten, andererseits eine herausragende Rolle im Mittelmeerhandel sowie als Transportflotten während der Kreuzzüge spielten. Die Seerepubliken konkurrierten untereinander, schlossen wechselnde Koalitionen und führten gegeneinander Kriege. Die Seerepubliken waren in besonderem Maße von dieser Konkurrenzsituation betroffen und gestalteten die Politik in Europa und im Nahen Osten aktiv mit.

### Amalfi

Flagge

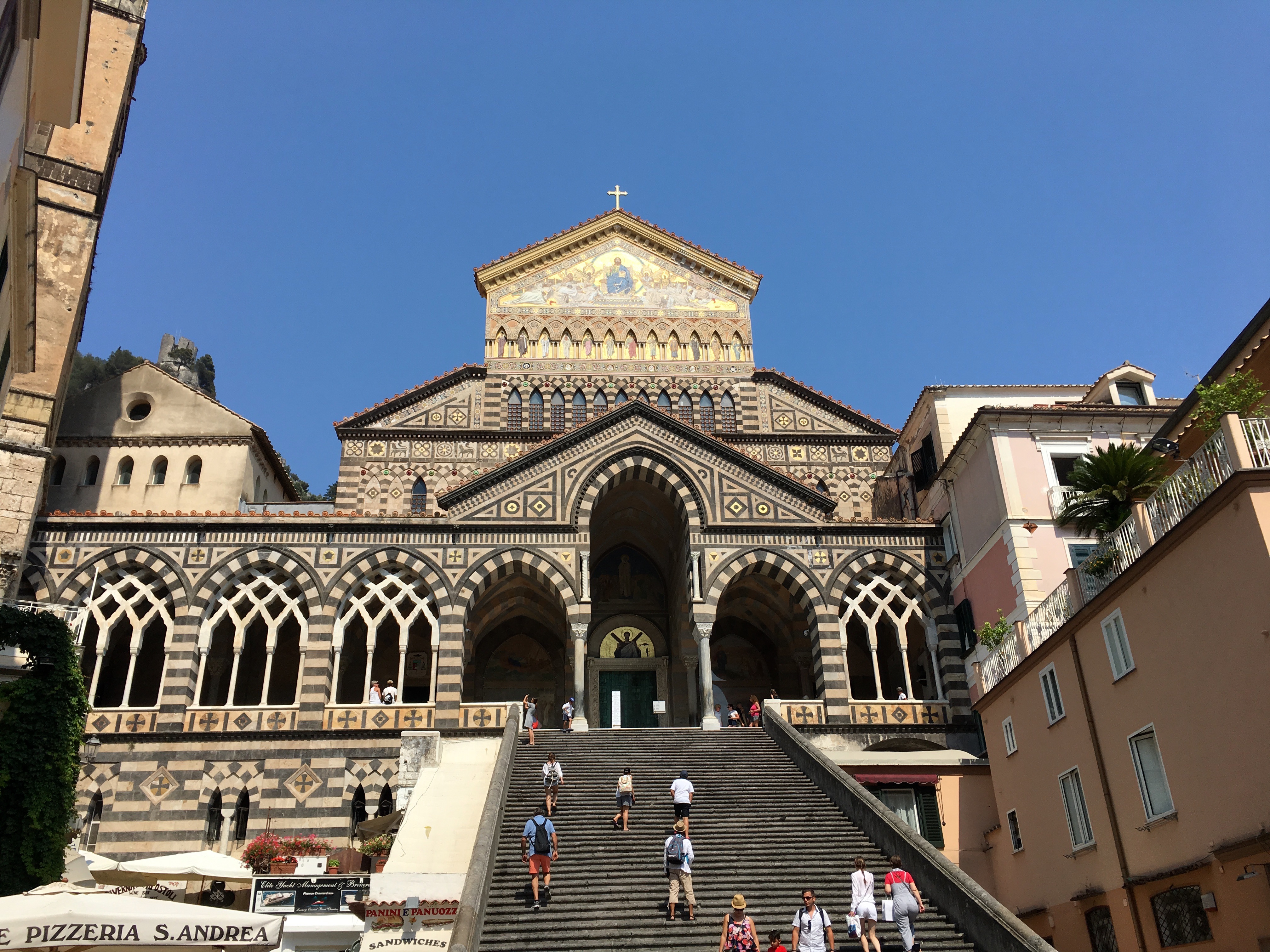
Kathedrale von Amalfi

Der Aufstieg des Herzogtums Amalfi begann bereits in der zweiten Hälfte des 10. Jahrhunderts. Während des Ersten Kreuzzuges im Jahr 1096 etablierte sich das Herzogtum zusammen mit den anderen Seestädten als wirtschaftliche Macht in Ägypten, wohin sie Sklaven, Eisen und Holz gegen Gold tauschten, das sie dort sowie in der Levante und in Konstantinopel gegen Seide, Alaun, Purpur und Baumwolle eintauschten.
Nach und nach konnte so ein großes Handelsnetz im Mittelmeerraum entstehen (siehe Karten).
Im Jahr 1073 verlor Amalfi seine Unabhängigkeit und fiel an die Normannen. Robert Guiskard nahm den Titel dux Amalfitanorum an. Zwei Aufstände zu Wiedererlangung der Unabhängigkeit (1096–1101) und (1130–1131) scheiterten. Mit der Plünderung der Stadt 1135 und 1137 durch Pisa endete die große Zeit Amalfis. In den folgenden Jahrhunderten konnte es Amalfi nicht mehr gelingen, zu altem Wohlstand zurückzufinden.

### Genua

Flagge

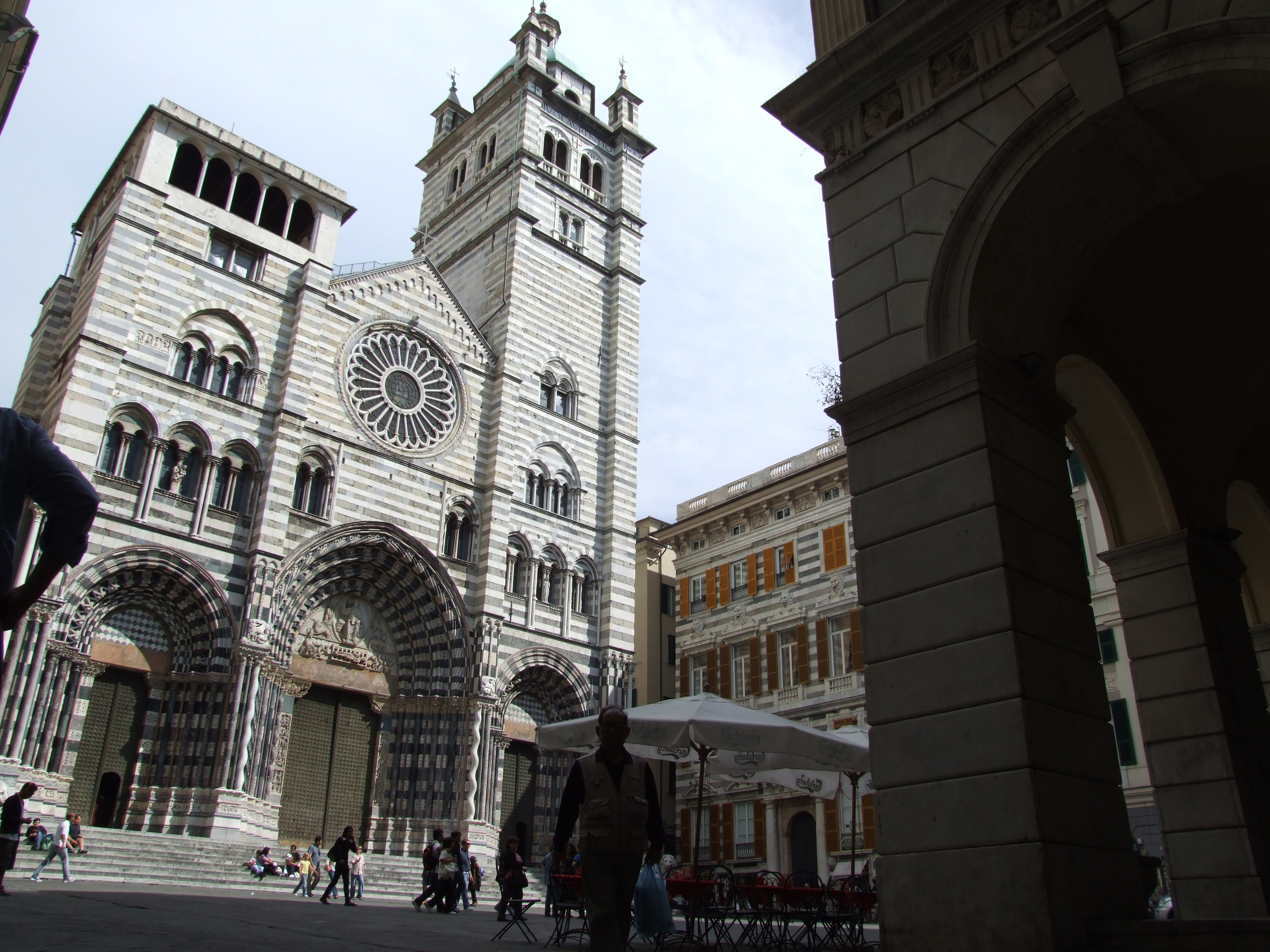
Kathedrale von Genua

Die Blütezeit der Republik Genua nahm ihren Anfang im 11. Jahrhundert mit der Vertreibung der Araber von Sardinien, die gemeinsam mit Pisa durchgeführt wurde. Durch die Kreuzzüge erlangte auch Genua wesentliche wirtschaftliche und politische Macht und sicherte sich durch Nachschublieferungen für die Kreuzfahrer auf dem Seeweg nach Antiochia schon bald erste Handelsprivilegien in der Levante. Den ehemaligen Bündnispartner und mittlerweile großen Konkurrenten Pisa konnte Genua in einem Krieg (1118–1133) besiegen und sich auf den Machtkampf mit dem letzten großen Konkurrenten Venedig konzentrieren. Mit dem Abkommen von Nymphaion 1261 und dem Ende des Lateinischen Kaiserreichs Konstantinopel konnten die Genueser neben ihren Kolonien und Stützpunkten in Salé, Spanien, Zypern und der Levante auch Stützpunkte und Handelszentren im Schwarzen Meer ansteuern, was der Republik enorme Vorteile und Möglichkeiten einbrachte.
Mit Venedig verband Genua eine Jahrhunderte währende Konkurrenz, die schließlich nach vier Seekriegen im Chioggia-Krieg durch die endgültige Niederlage Genuas 1381 ihr Ende fand.
1796 besetzte Napoleon Bonaparte Genua und gründete ein Jahr später die Ligurische Republik.

### Pisa

Flagge

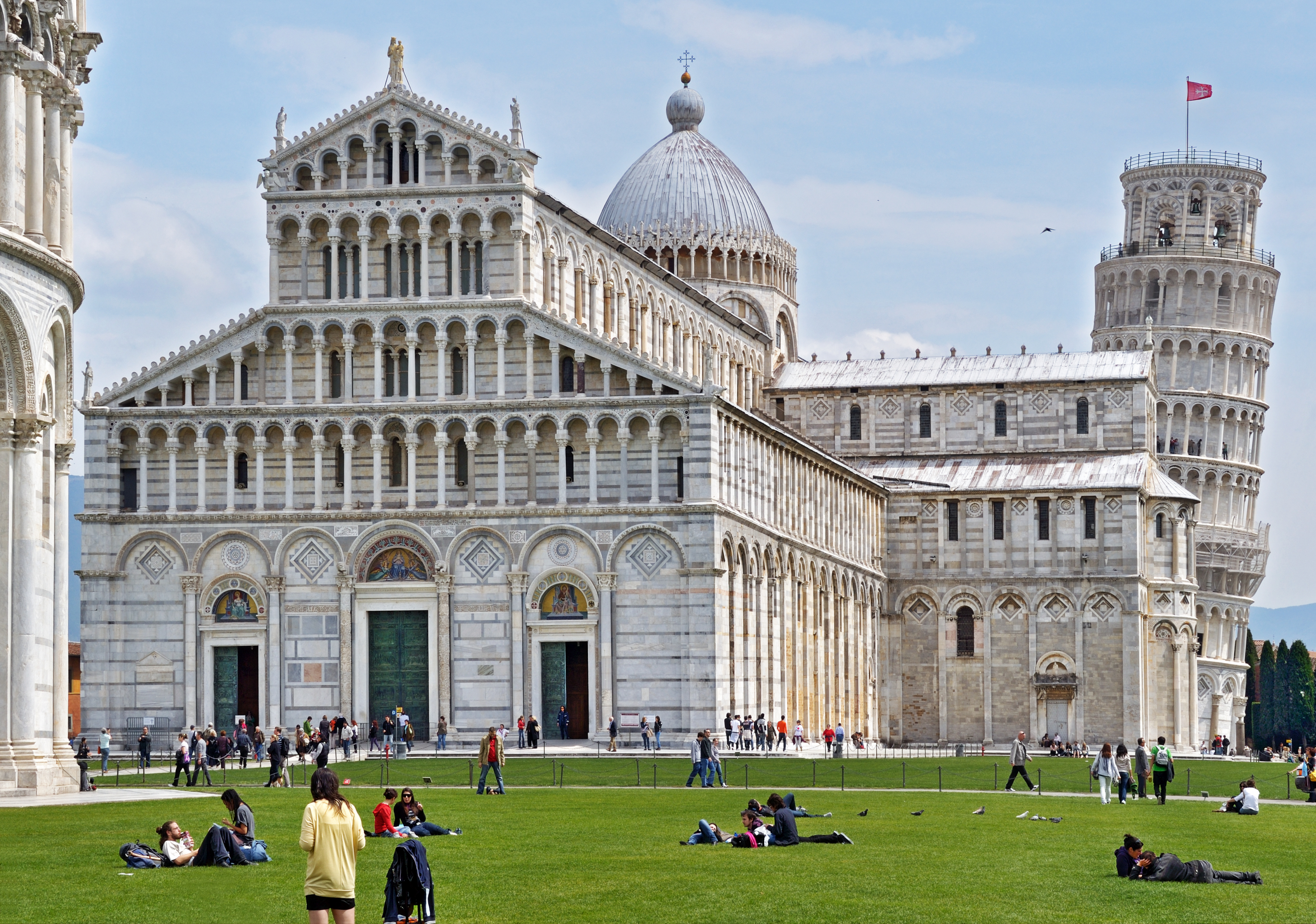
Dom und Schiefer Turm von Pisa

Auch die Republik Pisa zog großen Nutzen aus dem Ersten Kreuzzug und konnte Handelszentren an der Levanteküste errichten.
Nach der gemeinsam mit Genua gemeisterten Vertreibung der Araber von Sardinien jedoch sah die Republik ihre Stellung durch die anderen Seestädte bedroht.
Pisa gelang es zwar letztendlich mit dem Jahre 1137, Amalfi niederzuringen, doch die Konkurrenz mit Genua blieb bedrohlich.
Nach der Niederlage gegen Genua im Jahre 1133 ging langsam auch Pisas Blütezeit zu Ende. Auch gegen Florenz führte Pisa bis ins Jahr 1259 hinein Kriege, was die Republik zusätzlich schwächte. Den finalen Schlag versetzte Genua Pisa in der Schlacht von Meloria 1284, nach der sich Pisa nicht mehr richtig erholen konnte.
1509 lagerte Florenz mit seinen Truppen auf drei Seiten der bedrängten Stadt, die schließlich aufgrund der Hungersnot am 8. Juni 1509 kapitulieren musste. Von da an blieben die Florentiner die Herren über Pisa.

### Venedig

Flagge

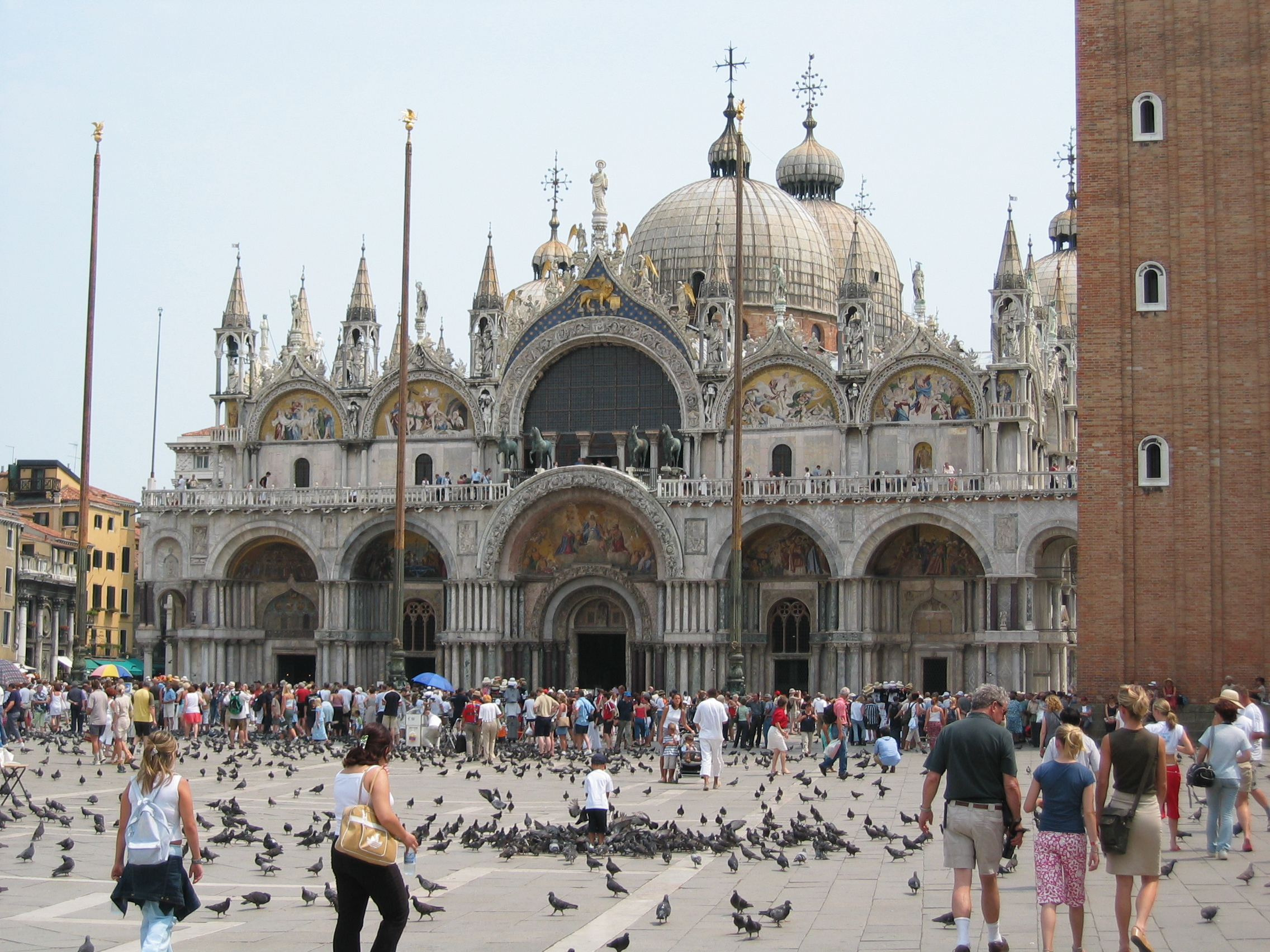
Markusdom

Der Aufstieg der Republik Venedig zur Großmacht begann, ähnlich wie bei den anderen Seerepubliken, um das Jahr 1000. Als eine der letzten am Ersten Kreuzzug teilnehmenden italienischen Seestädte bekam Venedig bereits früh die Macht der konkurrierenden Seerepubliken zu spüren. Neben Konflikten mit Pisa wurde bald Genua zum Hauptgegner im Rennen um Kolonien und Handelsstützpunkte im östlichen Mittelmeer. Mit der Unterstützung des Vierten Kreuzzugs und der Errichtung des Lateinischen Kaiserreichs 1204 baute Venedig seine Vormachtstellung im Mittelmeerraum jedoch deutlich aus. Erst mit dem Zusammenbruch des Kaiserreichs 1261 wurde Venedig wieder zugunsten Genuas aus dem Bereich des Schwarzen Meeres verdrängt. Es folgten vier Seekriege, in denen sich Venedig und Genua gegenseitig stark schwächten. Mit dem Sieg Venedigs über Genua im Chioggia-Krieg 1381 konnte Venedig sich endgültig durchsetzen. Die Bedeutung der Serenissima als Handelsgroßmacht ging in der Frühen Neuzeit jedoch, angesichts der Erschließung neuer Handelsrouten nach Westen und des Bedeutungsverlusts der venezianischen Kolonien und Stützpunkte im Mittelmeerraum und der Levante, immer mehr zurück.
Im Vertrag von Campoformio vom 17. Oktober 1797 fielen dann Venetien, Dalmatien und Istrien als Herzogtum Venedig an Österreich, die Republik der Ionischen Inseln an Frankreich. Am 18. Januar 1798 begann mit dem Einzug seiner Truppen die Besatzung der Stadt durch die Habsburgermonarchie.

### Ancona

Flagge

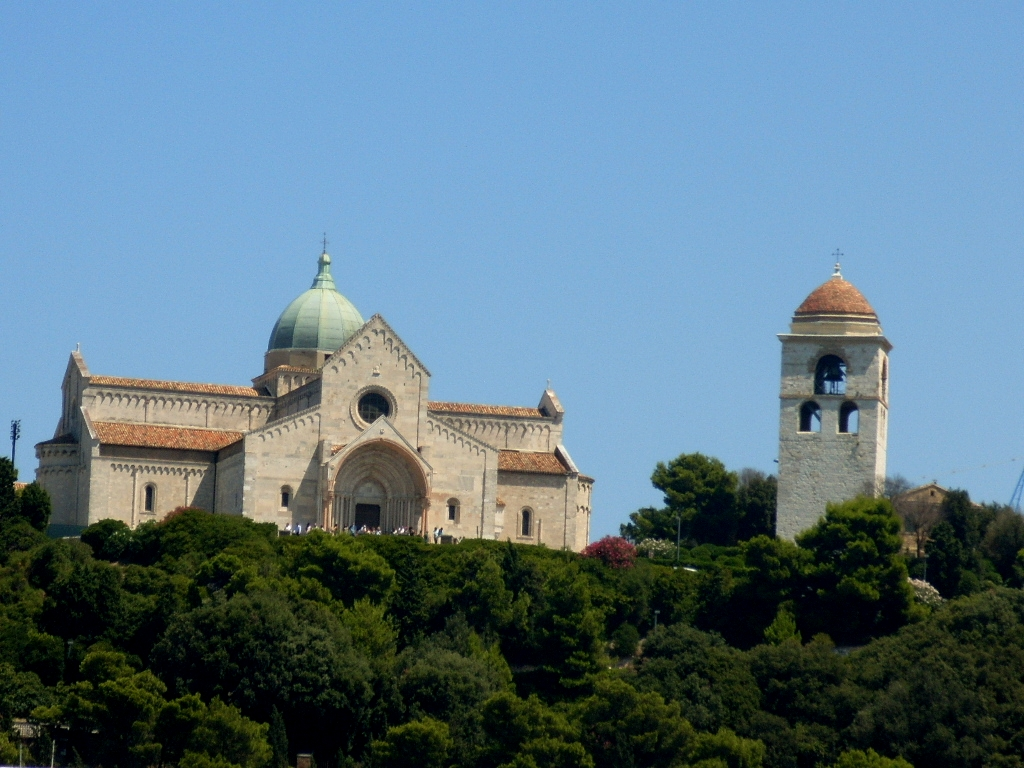
Dom von Ancona

Gegen Ende des 11. Jh. war Ancona ein freier Stadtstaat und wetteiferte mit den übrigen Seerepubliken. Die Republik Ancona war mit der Republik Ragusa und dem Byzantinischen Reich verbündet. Die Stadt konkurrierte mit der Republik von Venedig, die freie Häfen in der Adria nicht akzeptierte.
Ancona hatte Einlagen und Konsulate in Konstantinopel, Alexandria, Kleinasien, Zypern, Tripolis, Spanien und in den Ägäischen Inseln.
Im Jahr 1173 wurde Ancona von Christian I. von Buch belagert, Erzbischof von Mainz und Erzkanzler des Heiligen Römischen Reiches. Die kaiserliche Armee war mit der Republik Venedig verbündet. Ancona überstand die Belagerung erfolgreich nach Monaten des Widerstandes. Nach der Belagerung setzte eine wirtschaftliche und kulturelle Blütezeit ein. Grundlage war der Seehandel mit dem östlichen Mittelmeer und dem Schwarzen Meer. In dieser Zeit wurden öffentliche Gebäude und Kirchen erbaut.
Im Jahr 1532 ging die Stadt an den Kirchenstaat über: Papst Clemens VII. nutzte die neu errichtete Zitadelle zur Sicherung seiner Macht.

### Ragusa

Flagge

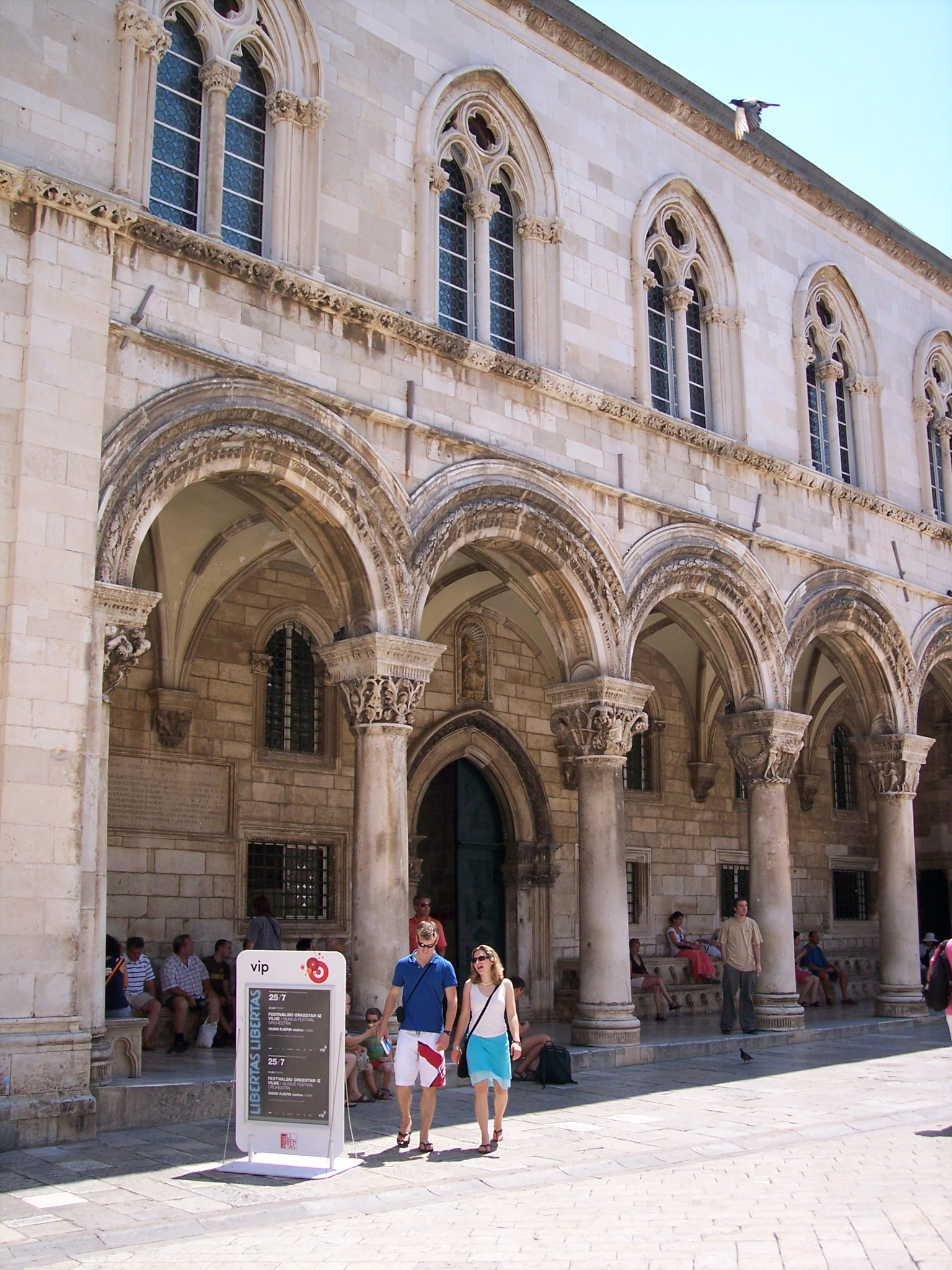
Rektorenpalast

Mit dem Abstieg von Byzanz betrachtete die Republik Venedig den Stadtstaat zunehmend als Rivalen und versuchte, die Stadt im Jahr 948 zu erobern. Dieser Versuch scheiterte jedoch. Die Bewohner der Stadt glaubten, dass die Stadt vom heiligen Blasius gerettet worden sei, der seither als Schutzheiliger der Stadt verehrt wird.
Als die Ungarn 1347 einen Versuch unternahmen, Venedig aus Dalmatien zu verdrängen und das Heer König Ludwigs des Großen dabei weit in die Herzegowina hinein vorstieß, unterstellte sich Ragusa der Stephanskrone. Im Jahr 1358 erkannte die Stadtrepublik die Oberhoheit des ungarisch-kroatischen Königs an, behauptete aber eine weitgehende Selbständigkeit.
1433 und 1458 schloss die Republik mit dem Osmanischen Reich ein Friedensabkommen und verpflichtete sich zu Tributzahlungen. Darüber hinaus verpflichtete sie sich, Botschafter an den Hof des Sultans zu entsenden. Im Jahr 1481 kam die Stadt unter den Schutz des Osmanischen Reiches und verpflichtete sich im Gegenzug zu einer Tributzahlung von 12.500 Dukaten. Dafür erhielten ihre Handelsschiffe die Erlaubnis, in das Schwarze Meer zu segeln, was anderen nichtosmanischen Schiffen verboten war. Der Stadtstaat wurde vom Osmanischen Reich gegenüber der Republik Venedig diplomatisch gestützt. Im Gegenzug wurde Ragusa für die Osmanen zu einem bedeutenden Handelshafen. Florentinische Waren wurden über die Häfen von Ancona auf dem Seeweg nach Ragusa transportiert.
1806 endete die Republik von Ragusa; es trat in die Illyrischen Provinzen Frankreichs ein.

## Karten der Seewege und Handelszentren

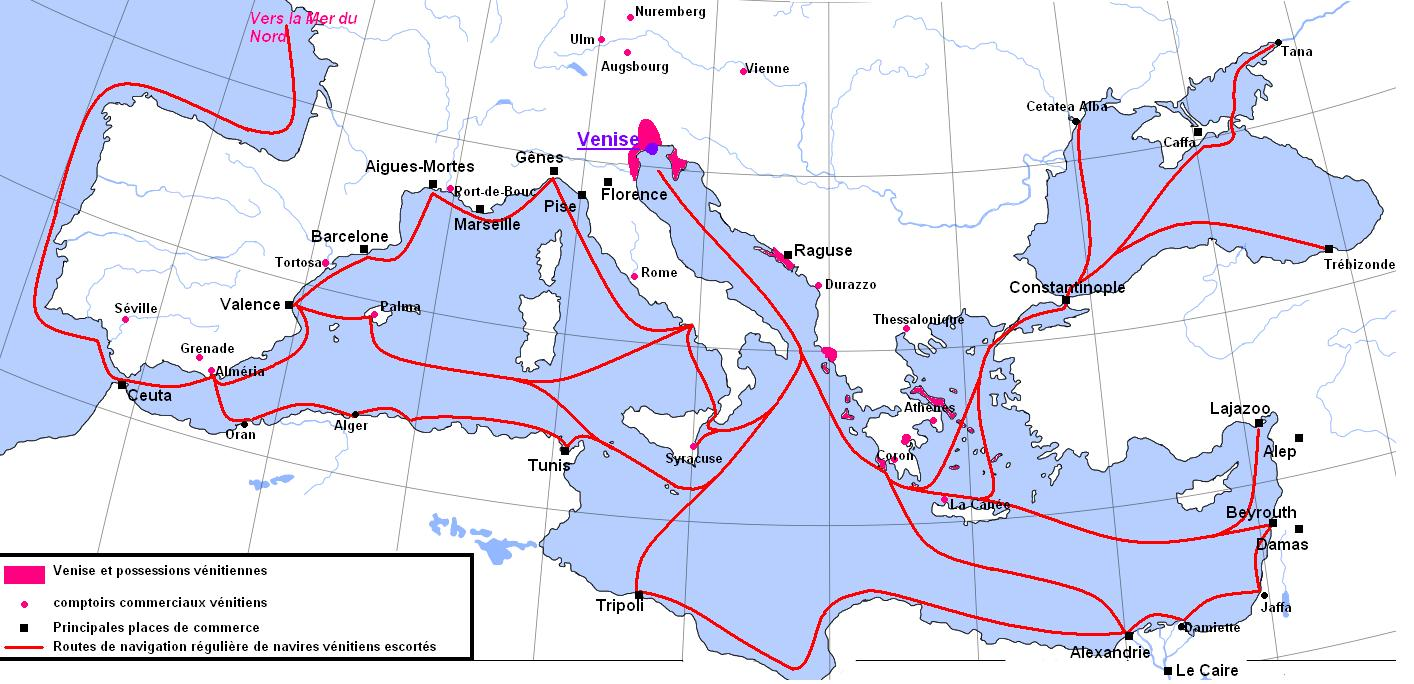
Karte venezianischer Handelsbeziehungen im Mittelalter
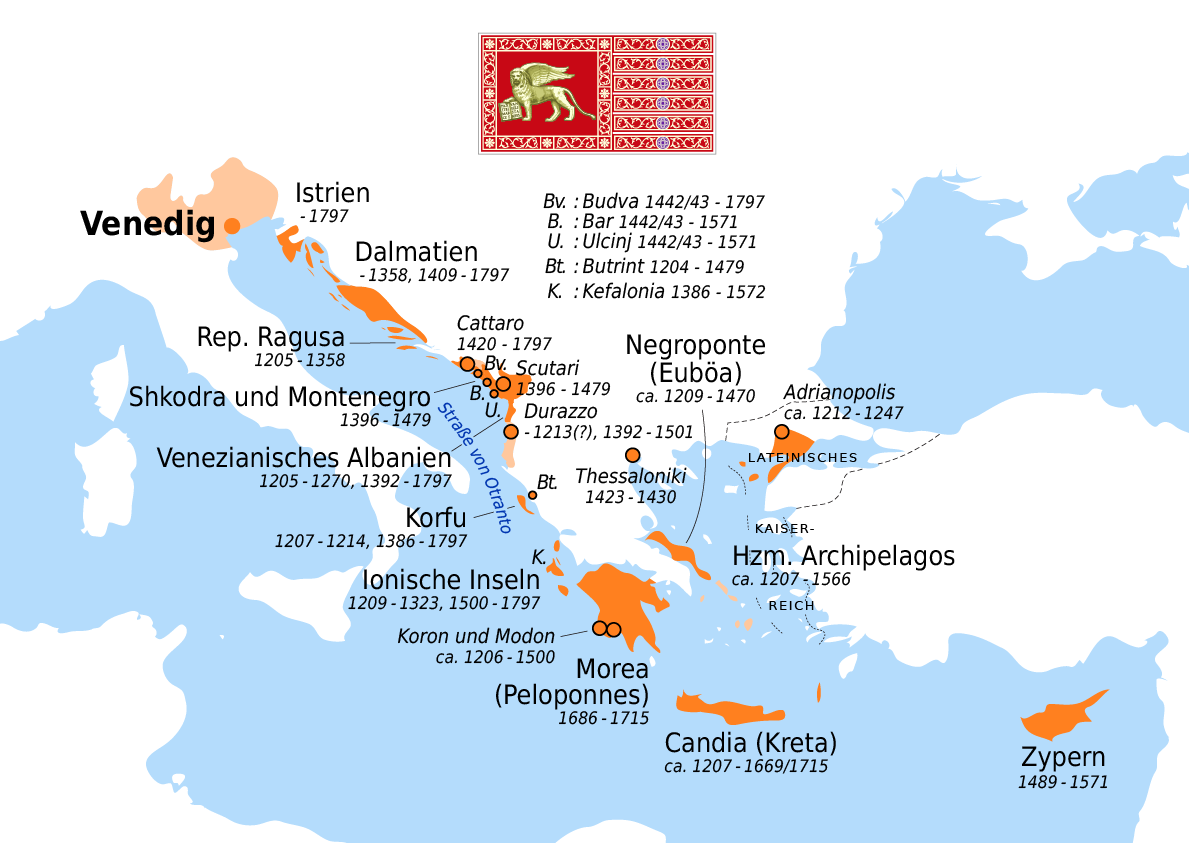
Venezianische Kolonien
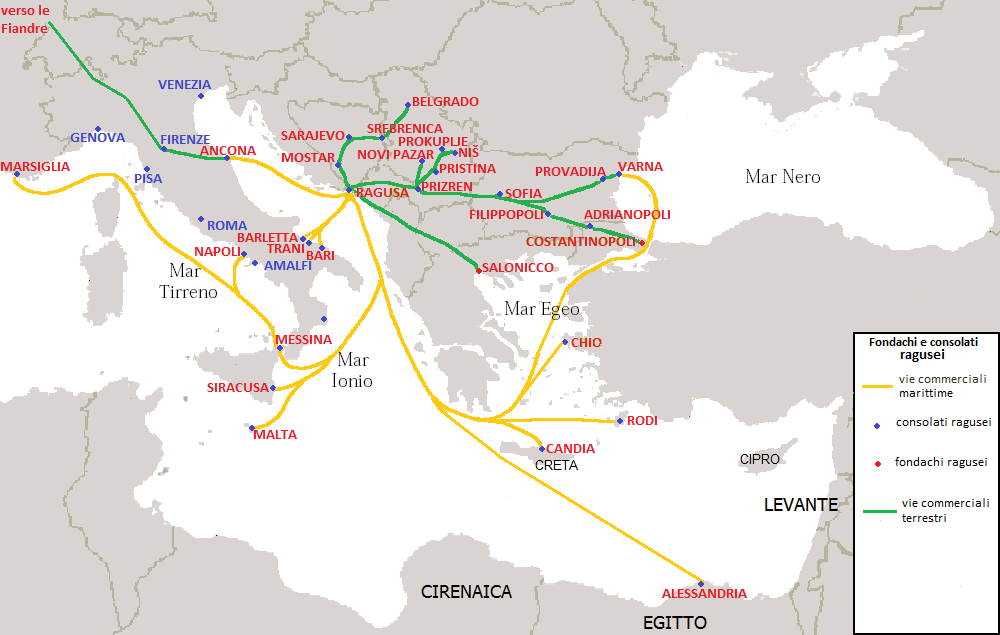
Handelswege und Lagerhäuser der Seerepublik Ragusa
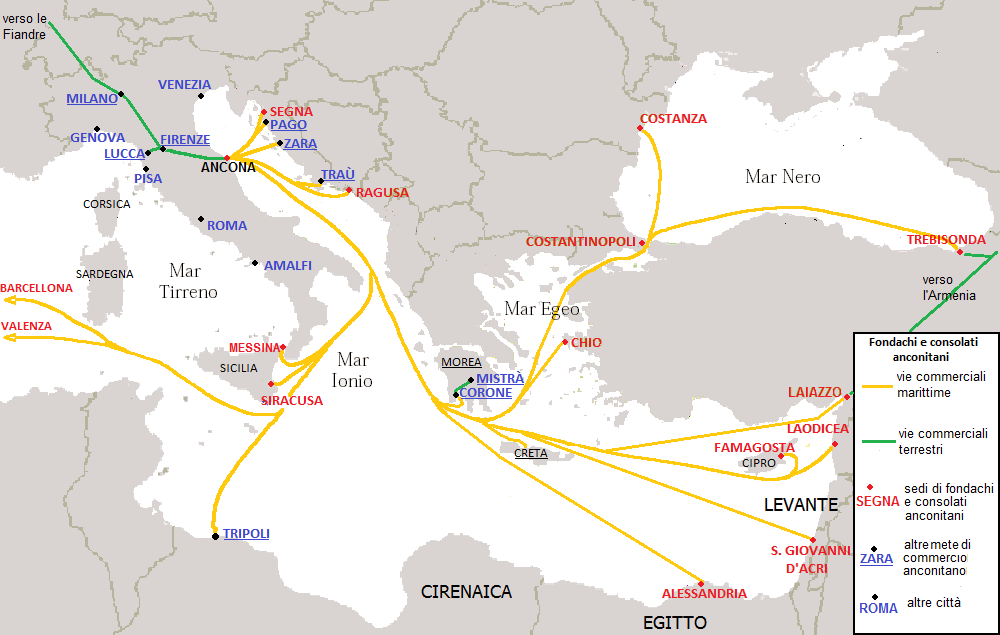
Handelswege und Lagerhäuser der Seerepublik Ancona
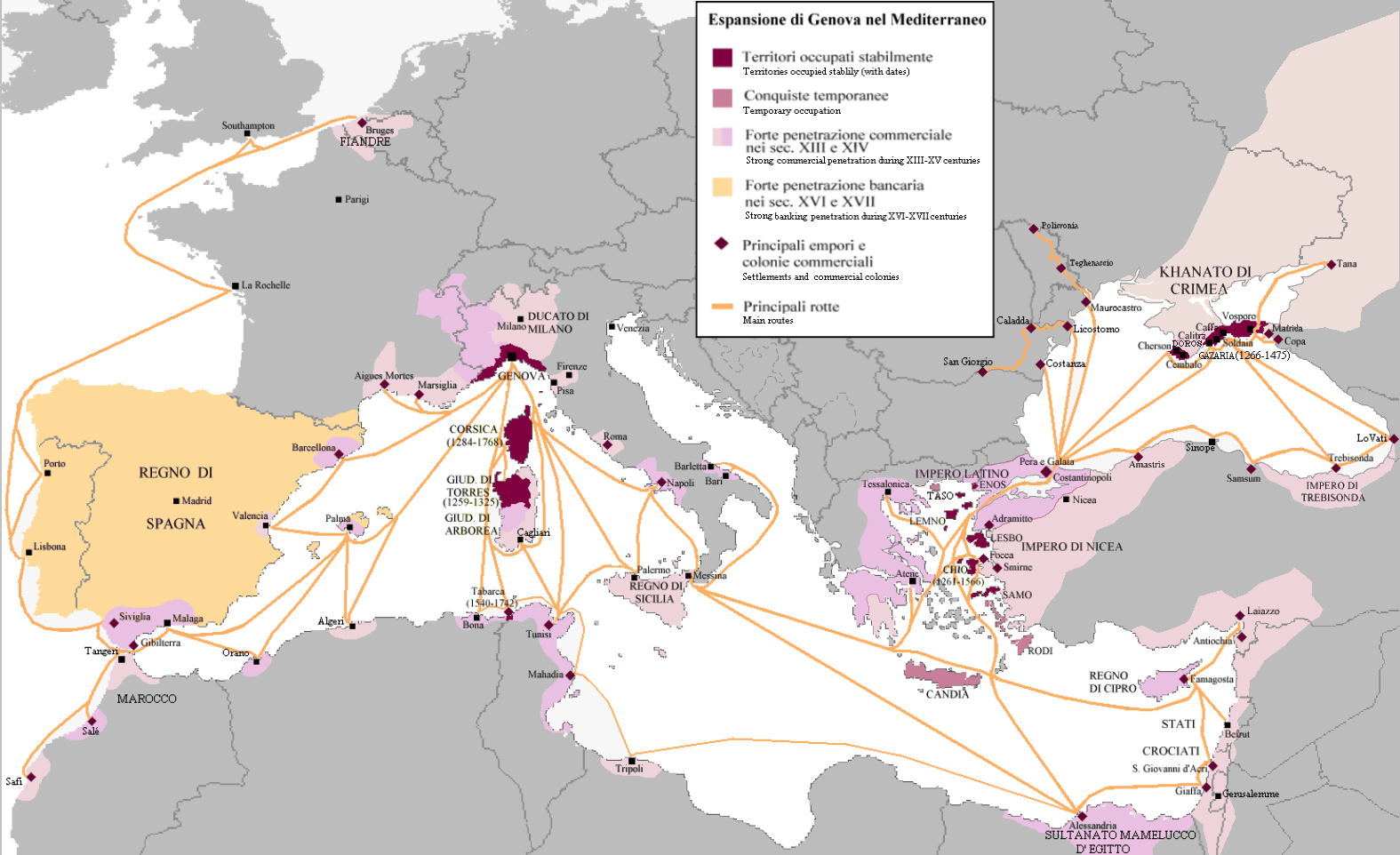
Handelsrouten der Republik Genua
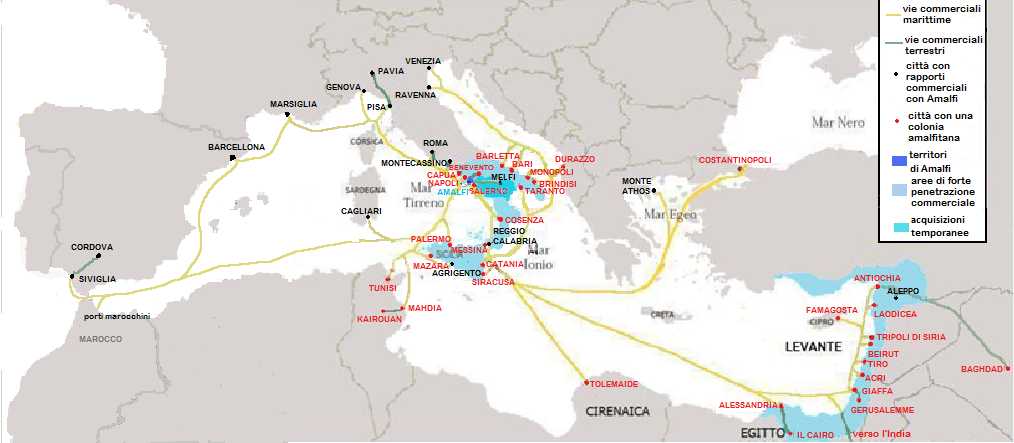
Handelswege und Lagerhäuser der Seerepublik Amalfi
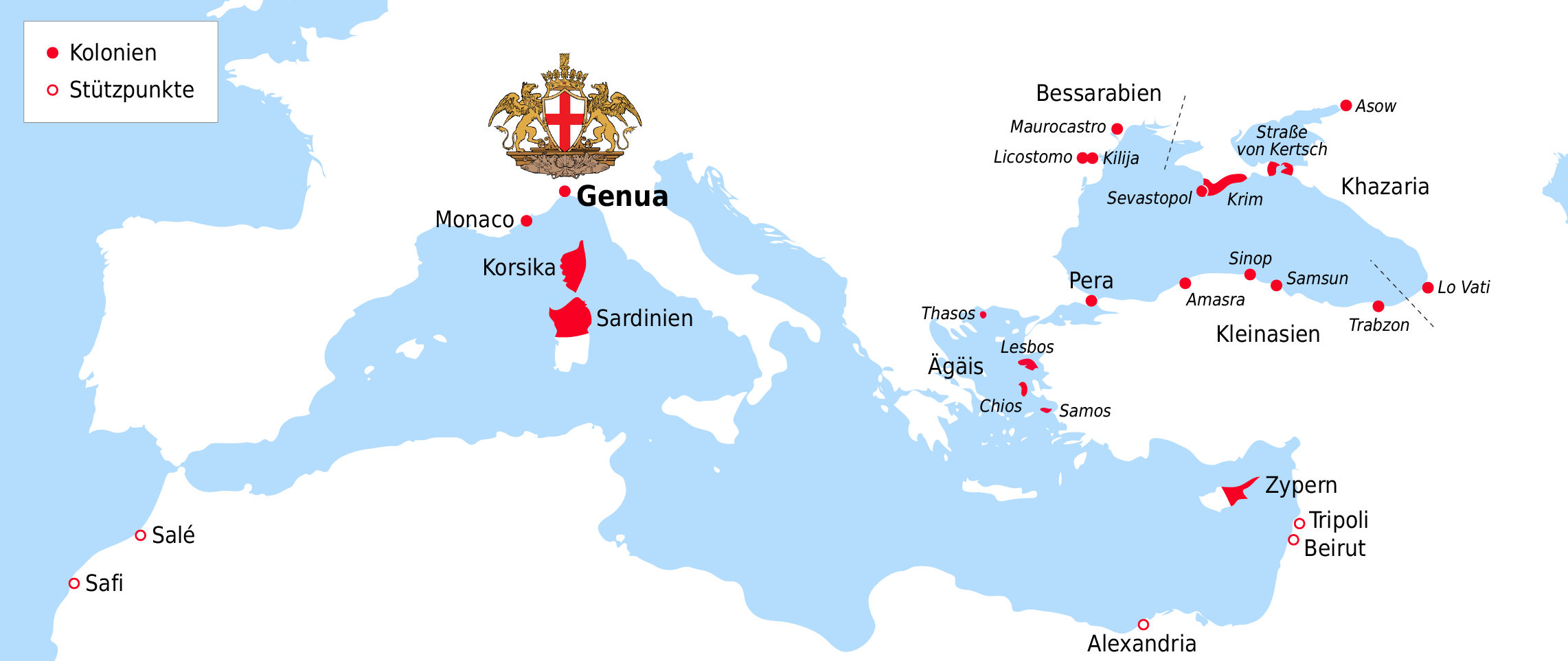
Handelswege und Lagerhäuser der Seerepublik Genua
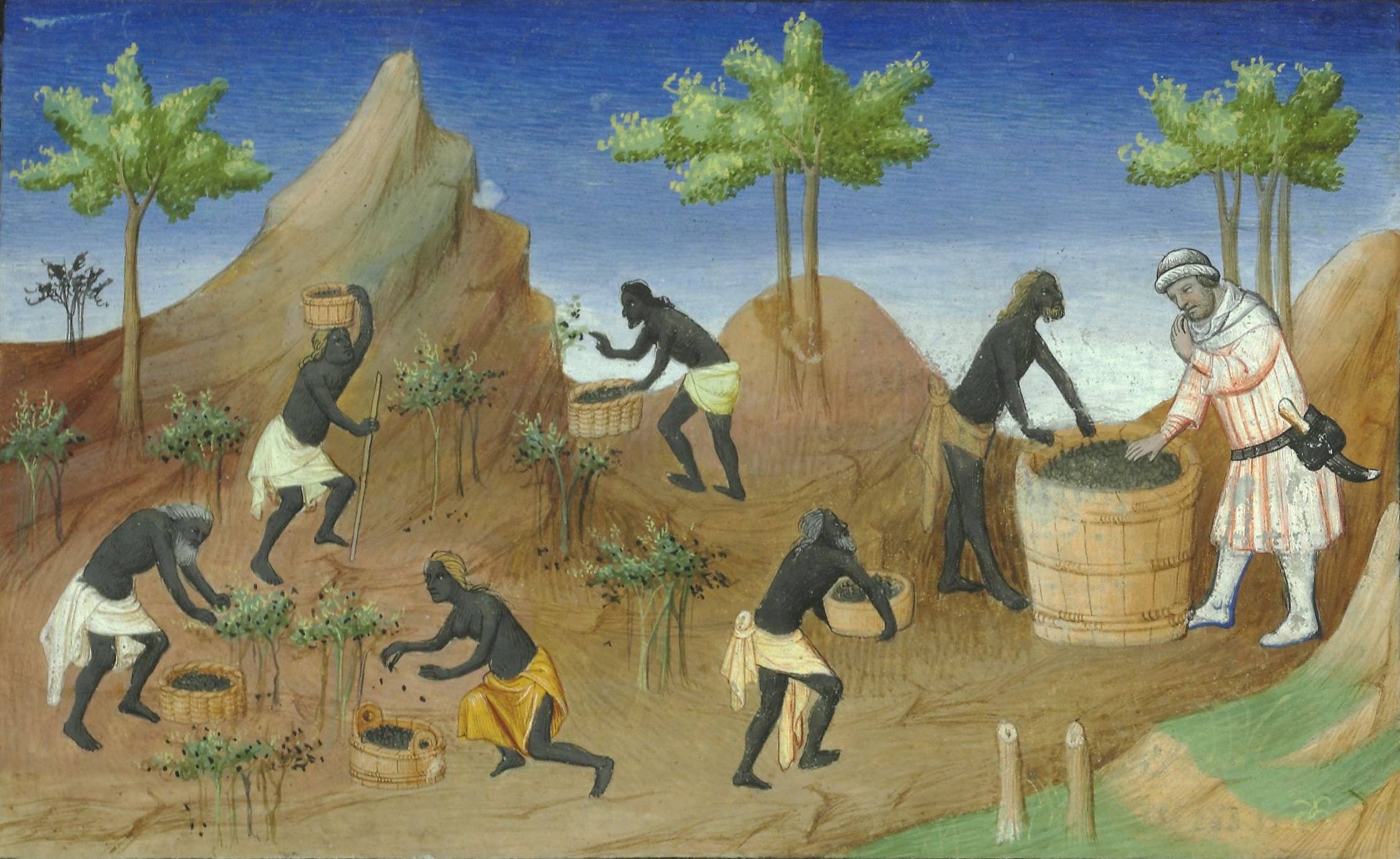
Pfefferernte (Il Milione, Marco Polo)